# 小高惠美
小高惠美（1972年5月9日—），为日本艺人及歌手，出生于日本神奈川县，毕业于堀越高等学校，叔父叔母均为知名演员。

## 简介
小高惠美于1984年作为声优（配音演员）开始自己的演艺生涯，第一部作品是系列动画片《奇妙的考拉布林基》担任Sandy Brown的声优。1987年她正式在螢幕上出道，出演東寶公司出品的电影《竹取物語》（又名《月亮公主》）里的盲少女Akeno。与她共演的还有著名女星泽口靖子（飾演公主）。
2000年，小高惠美原參與音樂劇《火鳥》演出，卻以身體不適為由辭退，後來退出東寶旗下的經紀公司而引退。2012年之後，他多次出席與哥吉拉系列相關的活動。2022年11月，小高宣布參演《HOSHI 35/Hoshikuzu》，成為自《哥吉拉vs戴斯特洛伊亞》以來約28年來首次主演電影。

## 演艺经历
小高惠美最讓人記憶深刻的，就是參與多部「哥吉拉」電影演出，飾演具有超能力的少女三枝未希。

### 电影
- 《竹取物語》
- 《哥吉拉vs碧奧蘭蒂》
- 《哥吉拉vs王者基多拉》
- 《哥吉拉vs摩斯拉》
- 《哥吉拉vs機械哥吉拉》
- 《足球風雲》
- 《怪獸惑星哥吉拉》（3D電影）
- 《哥吉拉vs太空哥吉拉》
- 《哥吉拉vs戴斯特洛伊亞》

### 電視
- 花のあすか組! （1988年、富士電視台）
- あなただけ見えない（1992年）
- 家政婦は見た!命を張った好奇心秋子が惚れた極道の危険な秘密
- 古畑任三郎 (第二季第14集)

### 唱片
- 單曲

1. 早春の駅　（1988.03.21）
2. BLUE WIND　（1988.07.06）
3. 逢うたびあなたを好きになる　（1988.11.21）
4. 情熱のささやき　（1989.03.21）
5. 週末のシンデレラたち　（1989.08.30）
6. いま、風の中で　（1991.02.21）

- 專輯
  - Milky Cotton（1988年）
  - Powder Snow（1989年）

## 外部連結
- 小高恵美 Megumi Odaka オフィシャル的X（前Twitter）
- ウ学級ホームページ
- 日本電影數據庫（JMDb）上小高惠美的資料（日語）
- Megumi Odaka在互联网电影资料库（IMDb）上的資料（英文）
- 小高恵美 - テレビドラマ人名録 - ◇テレビドラマデータベース◇